# Palm Valley (Floryda)
Palm Valley – jednostka osadnicza w Stanach Zjednoczonych, w stanie Floryda, w hrabstwie St. Johns.